# Побєдіно (Краснознаменський район)
Побєдіно (рос. Победино) — селище Краснознаменського району, Калінінградської області Росії. Входить до складу Краснознаменського міського округу.
Населення —  534 особи (2015 рік). 

## Населення
| 2002 | 2010 |
| ---- | ---- |
| 557  | ↘534 |